# Бёрд, Лори
Ло́ри Бёрд (англ. Laurie Bird; 26 сентября 1953, Лонг-Айленд, Нью-Йорк, США — 15 июня 1979, Нью-Йорк, США) — американская киноактриса и фотограф.

## Биография

### Ранние годы
Лори Бёрд родилась 26 сентября 1953 года, в Нью-Йорке, выросла в Глен-Коув. Когда ей было три года, её мать покончила с собой. Её отец работал сотрудником энергетической компании и воспитывал Лори и двух её братьев в строгости. По словам Лори, отец запрещал ей заводить друзей, принимать гостей и устраивать вечеринки, из-за его воспитания у неё развились комплексы, потребовавшие посещения психоаналитика. Бёрд несколько раз сбегала из дома, бродяжничала, попрошайничала и работала фотомоделью. Вскоре она была помещена в учреждение для безнадзорных девочек, после чего окончила Ямайскую среднюю школу.

### Карьера
В кино Лори Бёрд попала случайно. Сценарист Рудольф Вурлицер, работая над сценарием роуд-муви «Двухполосное шоссе» (1971), герои которого странствовали по дорогам Америки, нанял в качестве консультанта Бёрд, имевшую большой опыт в этом деле. В итоге Лори получила роль в этом фильме, сыграв безымянную девушку-хиппи, путешествующую автостопом. После выхода картины она поселилась в Лос-Анджелесе, профессионально занялась фотографией. В 2012 году этот фильм был выбран для хранения в Национальном реестре фильмов Библиотеки Конгресса США как «являющийся культурно, исторически или эстетически значимым». Кинокритик Майкл Аткинсон написал в своей книге «Exile Hollywood» (2008) следующее: «В двух фильмах она произвела большое впечатление, оставила в нём своё присутствие, как и многие другие актёры в своей карьере».
Монте Хеллман снял её в ещё одном своём фильме — «Бойцовский петух» (1974). Также Лори Бёрд снялась у Вуди Аллена, в фильме «Энни Холл» (1977).
Лори Бёрд снялась с Артом Гарфанкелом для обложки его альбома, «Breakaway» (1975). Для обложки следующего альбома, «Watermark» (1977), уже сама Бёрд сфотографировала Арта, отдыхающего на фоне моря. В 1978 году пара переехала в Нью-Йорк.

## Личная жизнь
У Лори Бёрд был роман с режиссёром Монте Хеллманом. В 1974 году Лори Бёрд познакомилась с музыкантом и актёром Артом Гарфанкелом, вскоре между ними начались романтические отношения; они продолжались до её смерти в 1979 году.

## Смерть
15 июня 1979 года Лори Бёрд покончила с собой, приняв большую дозу Валиума в квартире, в которой она проживала вместе с Гарфанкелом в Нью-Йорке. Арт Гарфанкел был глубоко опечален смертью актрисы, в одном из интервью он сказал: 

Она была красивой, одинокой, странной, и я обожал её. Но я не был готов к браку, и ей было не очень комфортно быть Лори, она не была довольна собой. Её мать покончила с собой в двадцать пять лет, как и она. Лори была самой красивой женщиной, которую я когда-либо видел. После её самоубийства у меня не было сил оставаться в этом мире.

## Наследие
Отношения Лори Бёрд с Артом Гарфанкелом были переданы в буклете его альбома «Lefty» и в его сборнике стихотворений «Still Water». Монте Хеллман посвятил свой фильм, «Дорога в никуда» (2010) Лори Бёрд.
Роман Тима Кинселла «Let Go and Go On and On» (2014) имеет подзаголовок «Основано на истории жизни Лори Бёрд». В предисловии он написал: «Эта книга отнюдь не намерена передать истину, она о загадке жизни и работы».

## Фильмография
| Год  |   | Русское название   | Оригинальное название | Роль               |
| ---- | - | ------------------ | --------------------- | ------------------ |
| 1971 | ф | Двухполосное шоссе | Two-Lane Blacktop     | девушка            |
| 1974 | ф | Бойцовский петух   | Cockfighter           | Доди Уайт Бёрк     |
| 1977 | ф | Энни Холл          | Annie Hall            | девушка Тони Лэйси |